# Mesnil-sous-Vienne
Mesnil-sous-Vienne es una localidad y comuna francesa situada en la región de Alta Normandía, departamento de Eure, en el distrito de Les Andelys y cantón de Gisors.

## Demografía
| 93 | 87 | 84 | 62 | 83 | 92 |
| Para los censos de 1962 a 1999 la población legal corresponde a la población sin duplicidades (Fuente: INSEE [Consultar]) |    |    |    |    |    |